# まだらさい
まだら さい（10月28日 - ）は、日本の漫画家、イラストレーター。血液型はO型。4コマ漫画から小説等の挿絵等、幅広く手がける。

## 概要
主に青年向けの商業誌を中心に活躍している。『陰からマモル!』の挿絵に代表されるように柔らかいタッチの描写でキャラクターの個性が伝わるイラストを描く。『陰からマモル!』では原作作品の挿絵を担当しているだけに原作の世界観に沿ったコミカライズ作品となっている。

## 主要作品

### 単行本
- 陰からマモル!（原作：阿智太郎、連載：コミックフラッパー→月刊コミックアライブ）メディアファクトリー「MFコミックス アライブシリーズ」刊

挿絵も担当している同名小説のコミカライズ。
1. （2006/3/23、ISBN 978-4840113762）
  - 新装版（2007/2/23、ISBN 978-4840116770）
2. （2007/2/23、ISBN 978-4840116787）
3. （2007/7/23、ISBN 978-4840119313）
4. （2008/2/23、ISBN 978-4840119993）
5. （2009/2/23、ISBN 978-4840125284）
6. （2009/11/21、ISBN 978-4840129466）
7. （2015/2/23、ISBN 978-4040672601）

- 超飛翔!!スーパーウィングス（連載：キッズgoo）ジャイブ「CR COMICS DX」刊 紙飛行機をテーマにした作品。 
  - （2006/1/7, ジャイブ、ISBN 978-4861762697）
- もえよん学園（共著、原案協力：吉崎観音、連載：もえよん）双葉社「アクションコミックス」刊 4コマ漫画。

1. もえよん学園 上（2005年12月12日発売）ISBN 4-575-93989-7
2. もえよん学園 下（2005年12月12日発売）ISBN 4-575-93990-0

### 挿絵
- 陰からマモル!（著：阿智太郎）メディアファクトリー「MF文庫J」刊 コミカライズも担当。